# Spathiphyllum patinii
Spathiphyllum patinii är en kallaväxtart som först beskrevs av R.Hogg, och fick sitt nu gällande namn av Nicholas Edward Brown. Spathiphyllum patinii ingår i släktet Spathiphyllum och familjen kallaväxter. Inga underarter finns listade.

## Bildgalleri

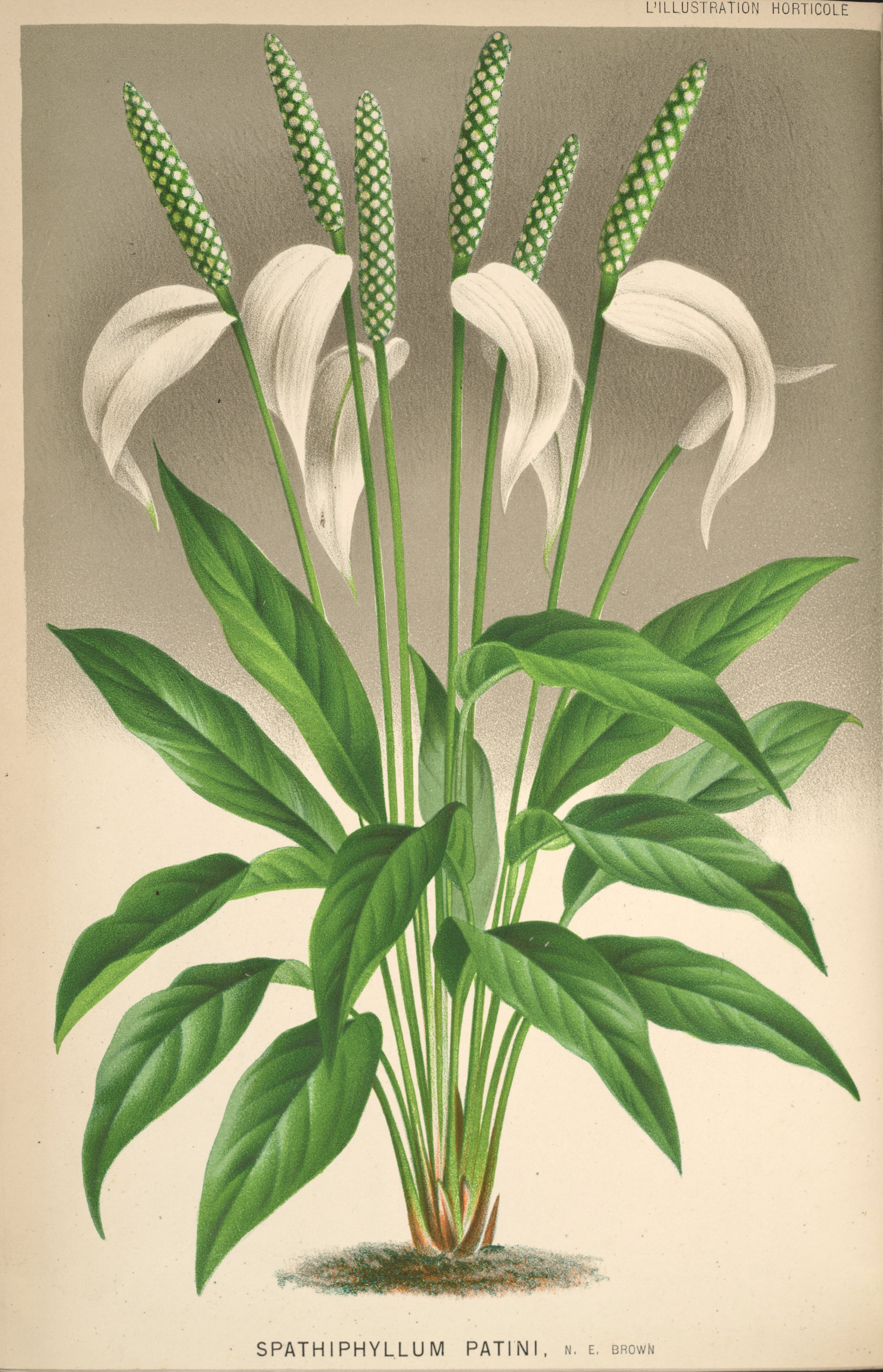